# 辛广伟
辛广伟（1963年10月—），男，回族，辽宁抚顺人，中华人民共和国政治人物。现任人民出版社总编辑，全国政协文化文史和学习委员会委员。第十四届全国政协委员。